# Duncan-Klasse (1903)
Die Duncan-Klasse war Klasse von Einheitslinienschiffen (engl. Pre-Dreadnought) die Ende des 19. Jahrhunderts für die Royal Navy gebaut wurden. Die Schiffe waren nach berühmten Admiralen benannt und wurden inoffiziell als „die Admiräle“ („the Admirals“) bezeichnet. Obwohl nach Erscheinen der HMS Dreadnought 1906 veraltet, wurden sie in der ersten Hälfte des Ersten Weltkrieges eingesetzt.

## Geschichte
Die Duncan-Klasse war speziell als Antwort auf das Aufkommen der russischen Schlachtschiffe der Pereswet-Klasse gedacht.
Am 14. Juni 1898 legte DNC William Henry White seine Skizzen für ein 19-Knoten-Schiff vor. Ende 1898 wurde ein spezielles Ergänzungsprogramm für 1898 vorgestellt und vom Parlament genehmigt. Die ersten vier Schiffe wurden von März bis Juli 1899 in Auftrag gegeben, und die restlichen zwei wurden im November 1899 und Januar 1900 im Rahmen des Programms von 1899 auf Kiel gelegt.
Der Entwurf stellte keine direkte Weiterentwicklung der Formidable-Klasse dar, sondern war eine vergrößerte und verbesserte Version der Canopus-Klasse.
Aufgrund ihrer geringeren Panzerung, aber höheren Geschwindigkeit kann die Duncan-Klasse mit einigem Recht als ein früher Schlachtkreuzer angesehen werden.

## Konstruktion
Die Duncan-Klasse wurde in Erwiderung französischer und russischer Flottenrüstungsprogramme entworfen. Bei ihrer Indienststellung waren die russischen Schlachtschiffe jedoch nicht so stark bewaffnet, wie ursprünglich befürchtet. In der Summe von Geschwindigkeit, Feuerkraft und Schutz erwies sich die Duncan-Klasse als überlegen.
Die Schiffe der Duncan-Klasse hatten eine Länge von 131,67 m, eine Breite von 23,01 m und einen Tiefgang von 7,85 m. Die Verdrängung lag zwischen 13.270 tn.l. (13.483 t) und 15.200 tn.l. (15.400 t). Die Schiffe waren bei jeder Geschwindigkeit leicht steuerbar und zeigten ein gutmütiges Rollverhalten. Ihre Besatzung bestand aus 720 Offizieren plus Mannschaft. Sie besaßen zwei mit Marsen versehene Masten, die jeweils einen Suchscheinwerfer trugen. Vier weitere Suchscheinwerfer waren auf der vorderen und hinteren Brücke montiert. Die Schiffsrümpfe waren mit Längsschotten unterteilt, die eine Gegenflutung zum Ausgleich von Unterwasserschäden ermöglichen sollten, aber die für eine schnelle Flutung einer Abteilung erforderliche Ausrüstung war wie bei vielen britischen Vor-Dreadnought-Konstruktionen unzureichend. Die Entscheidung für Längsschotten wurde zum großen Teil getroffen, um die Endstabilität niedrig zu halten, da dies die Schiffe zu stabileren Geschützplattformen machte.

### Antrieb
Die Schiffe waren mit zwei 4-Zylinder-Verbunddampfmaschinen ausgestattet, die jeweils zwei Wellen antrieben und insgesamt 18.000 PS (13.000 kW) entwickelten, mit der sie eine Höchstgeschwindigkeit von 19 Knoten (35 km/h) erreichten. Der Dampf wurde von 24 Belleville-Kesseln mit einem Arbeitsdruck von 300 Psi geliefert. Die Kessel waren in vier Kesselräumen aufgestellt und ihre Abgase wurden in zwei mittschiffs nah beieinander angeordnete Schornsteinen geleitet.  Das Schiff konnte maximal 2.240 tn.l. (2275 t) Kohle mitführen, was ihm bei 10 Knoten (19 km/h) eine Reichweite von 6.070 Seemeilen (11.240 km) ermöglichte.

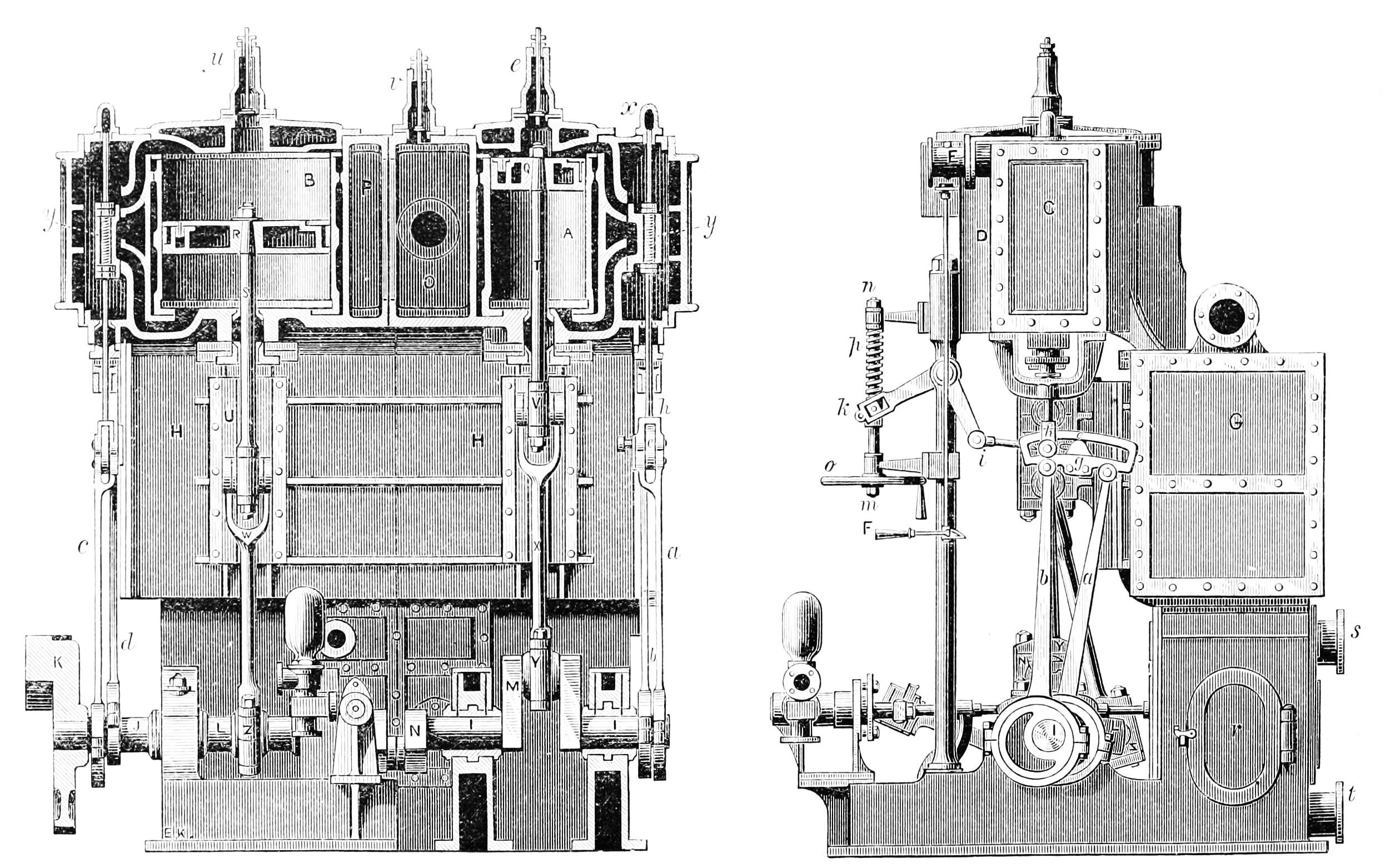
Model einer Verbunddampfmaschine
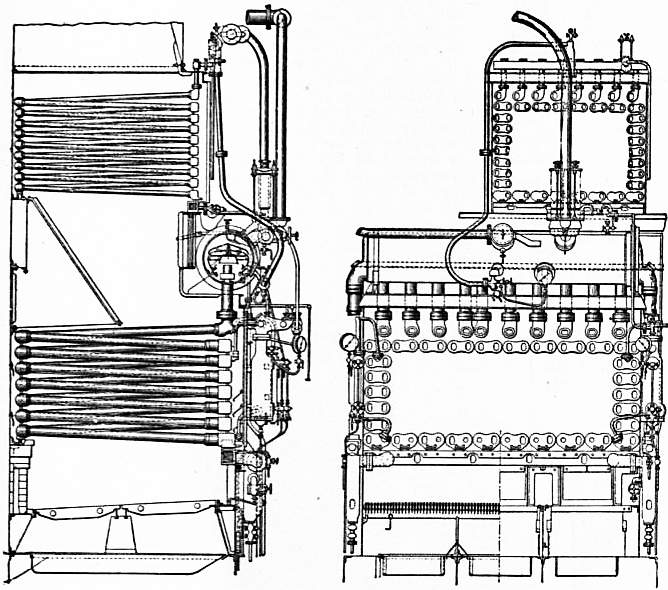
Belleville-Kessel

### Bewaffnung
Die Hauptbewaffnung bestand aus vier 30,5-cm-Geschützen, die auf PIII-Lafetten die in Doppelgeschütztürmen an Bug und Heck montiert waren. Der Höhenrichtbereich reichte von −5 Grad bis 13,5 Grad, allerdings mussten die Geschütze für das Nachladen auf 4,5 Grad zurückgesetzt werden. Die Geschütze hatten eine Mündungsgeschwindigkeit von 781 bis 784 m/s und konnten bei einer Reichweite von 4.400 m eine 30 cm dicke Kruppstahl-Panzerung durchdringen. Bei maximaler Erhöhung hatten die Geschütze eine Reichweite von 14.000 m. Die Sekundärbewaffnung bestand aus zwölf 15,2-cm-Geschützen  ebenfalls auf PIII-Lafetten in Kasematten, die in Schwalbennestern am Rumpf befestigt wurden, um das Schussfeld zu vergrößern und gleichzeitig die Stoßwirkung auf den Rumpf zu verringern, wenn die Geschütze nach vorne oder nach hinten feuerten. Die Geschütze hatten eine Mündungsgeschwindigkeit von 773 m/s und konnten bei einer Reichweite von 2.300 m 150 mm Zementstahl durchschlagen. Die maximale Elevation betrug 14 Grad, wodurch die Geschütze Ziele in einer Entfernung von bis zu 11.000 m bekämpfen konnten. Zur Abwehr von Torpedobooten waren zehn 7,6-cm-12-Pfünder-Schnellfeuergeschütze und sechs 4,7-cm-3-Pfünder-Schnellfeuergeschütze installiert. Außerdem war das Schiff  mit vier 45,7-cm-Torpedorohren ausgestattet, die im Rumpf eingelassen waren.

### Panzerung
Die Schiffe der Duncan-Klasse verfügten über die grundsätzliche Panzerung der Formidable-Klasse, wobei jedoch die vordere Panzerung erheblich überarbeitet wurde und der Schutz deutlich geringer ausfiel. Bei früheren Schlachtschiffen war ein Panzergürtel verwendet worden, der neben den beiden Geschütztürmen der Hauptbewaffnung endete. Die Enden des Gürtels waren durch Querschotten verbunden und bildeten eine Zitadelle, die die Magazine und Antriebsmaschinenräume des Schiffes schützte. Durch diese Anordnung blieben Bug und Heck jedoch ungeschützt und damit sehr anfällig für feindlichen Beschuss. Um das Risiko dieser Art von Schäden zu verringern, verwarf man das vordere Querschott zugunsten eines kompletten Gürtels. Der Panzergürtel war 72,54 m lang und 434,34 cm breit. Mittschiffs war er 177 mm dick und erstreckte sich bis kurz vor die vordere Barbette, danach wurde er allmählich von 127 mm, auf 51 mm in der Nähe des Vorschiffs reduziert. Am hinteren Ende des Schiffes blieb das traditionelle Querschott erhalten, das ebenfalls 178 mm dick war. Hinter dem Schott wurde der Rumpf durch eine 25 mm dicke Seitenpanzerung geschützt.
Der horizontale Schutz bestand aus zwei gepanzerten Decks, die die wichtigsten Teile des Schiffes abdeckten. Das Hauptdeck verlief vom Vorschiff bis zum Heckschott und war mit der Oberseite des Gürtels verbunden; es war 25 bis 50 mm dick. Das Oberdeck war 25 mm dick und bedeckte nur die zentrale Zitadelle, während es an den Seiten zum Gürtel hinabfiel. Die zwischen den Decks und hinter dem Gürtel entstandenen Hohlräume wurden zur Lagerung von Kohle genutzt, was den zusätzlichen Vorteil hatte, die Festigkeit der Seitenschutzanlage zu erhöhen. Am Bug und am Heck befand sich unterhalb der Wasserlinie ein gewölbtes Panzerdeck, das sich von den Barbetten bis zu beiden Enden des Rumpfes erstreckte und 25 bis 50 mm stark war. Die Seiten der 305 mm Geschützhauben waren 203 mm dick, die Rückseiten 254 mm und die Dächer 50 bis 76 mm. Die vordere Barbette war an der Außenfläche 278 mm über und 177 mm unter der Wasserlinie dick. Die Innenfläche lag 254 mm über und 101 mm unter der Wasserlinie. Die hintere Barbette war an der Außenseite 278 mm über und 254 mm unter dem Oberdeck dick. Die Innenfläche lag 254 mm über und 101 mm unter der Wasserlinie. Die Kasematten hatten 152 mm Panzerung und der Munitionsaufzug für die 152 mm-Geschütze war 50 mm dick. Der vordere Kommandoturm war zwischen 254 und 305 mm und der hintere mit 76 mm Panzerung geschützt.

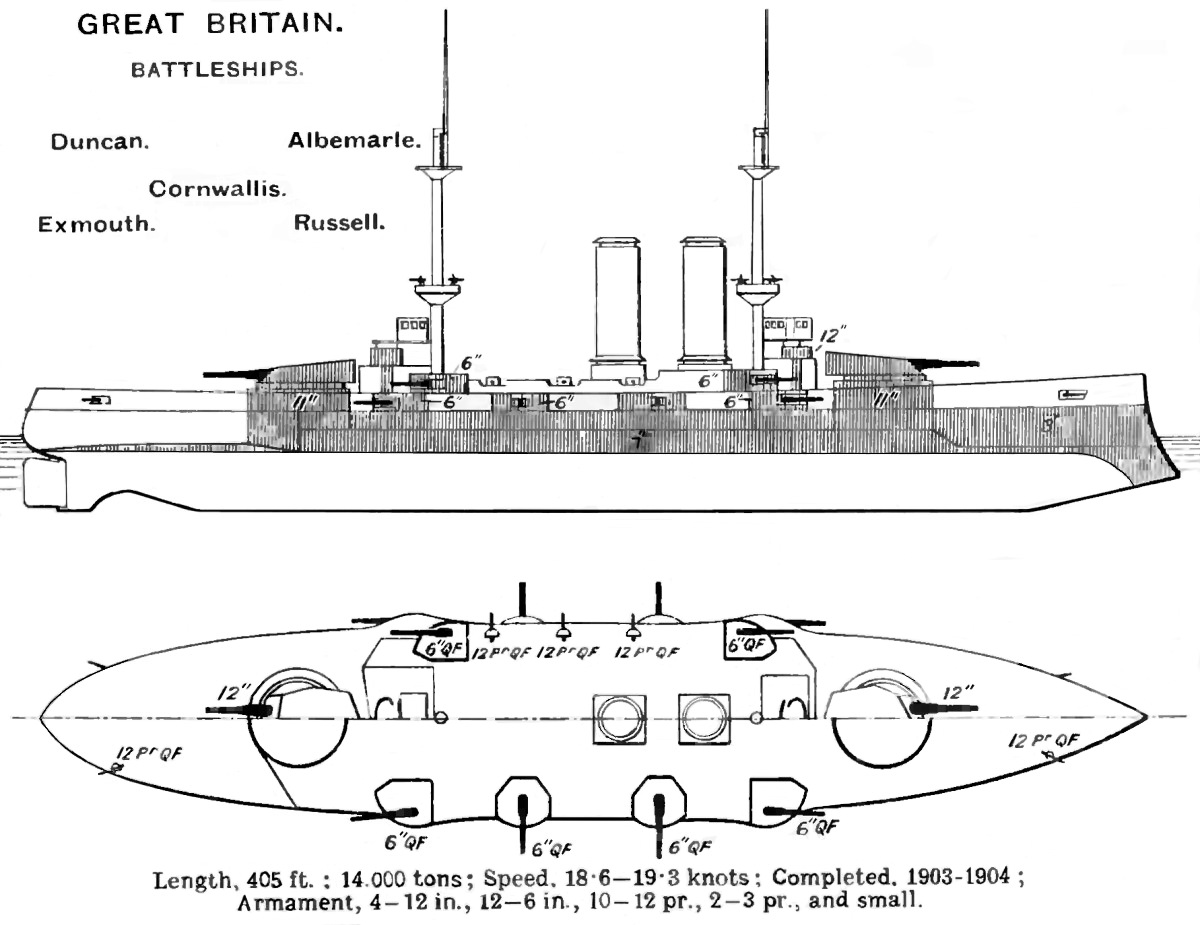
Seitenriss und Decksplan, Brassey's Naval Annual 1915
Panzerungschema

## Flotteneinsatz
Bis auf die Cornwallis wurden alle Schiffe 1901 auf Kiel gelegt und 1903 fertiggestellt (Cornwallis, 1904 fertiggestellt). Vor Beginn des Ersten Weltkrieges wurden die Schiffe in der Mittelmeerflotte, der Channel Fleet, Atlantic Fleet und Home Fleet eingesetzt.
Während des Ersten Weltkrieges wurden die Schiffe zunächst bei der Grand Fleet und der Channel Fleet eingesetzt. Später kam HMS Albemarle in der Grand Fleet und im Nordpolarmeer zum Einsatz, während die verbliebenen Schiffe im Mittelmeer agierten. Sie beteiligten sich an der Schlacht von Gallipoli und kamen weiterhin im Atlantik, der Adria, im Ägäischen Meer und im Indischen Ozean zum Einsatz. HMS Russell und HMS Cornwallis gingen vor Malta verloren. Die restlichen Schiffe HMS Duncan, HMS Albemarle und HMS Exmouth kamen 1917 zur Reserve und wurden 1919–1920 abgewrackt.

## Schiffe

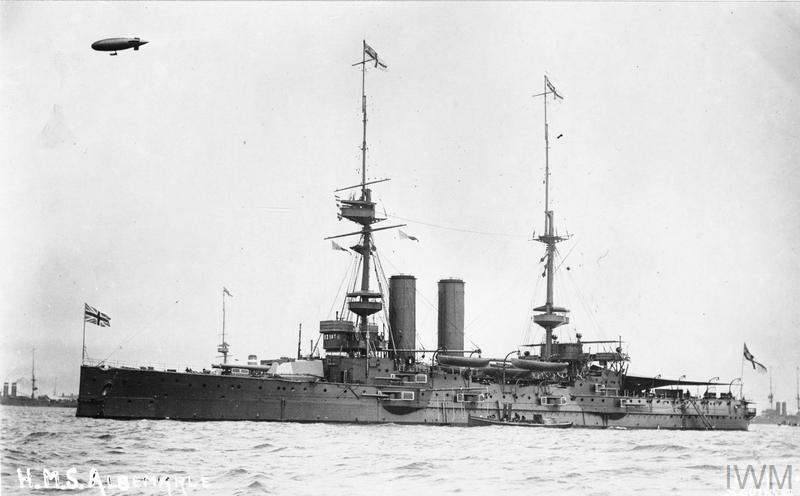
HMS Albemarle

### HMSAlbemarle

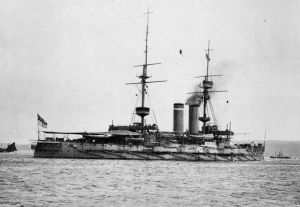
HMS Cornwallis

- 1903–1905  Mediterranean Fleet,
- 1905–1907  Channel Fleet,
- 1907–1910  Atlantic Fleet
- 1910–1914  Home Fleet.
- 1914–1916 Channel Fleet
- 1916–1919 Reserve
- 1919 abgewrackt[9]

### HMSCornwallis
- 1904–1905  Mediterranean Fleet,
- 1905–1907  Channel Fleet,
- 1907–1909  Atlantic Fleet,
- 1909–1912  Mediterranean Fleet
- 1912–1914  Home Fleet.
- 1914–1915  Channel Fleet
- 1915–1917  Suez Canal Patrol und East Indies Station

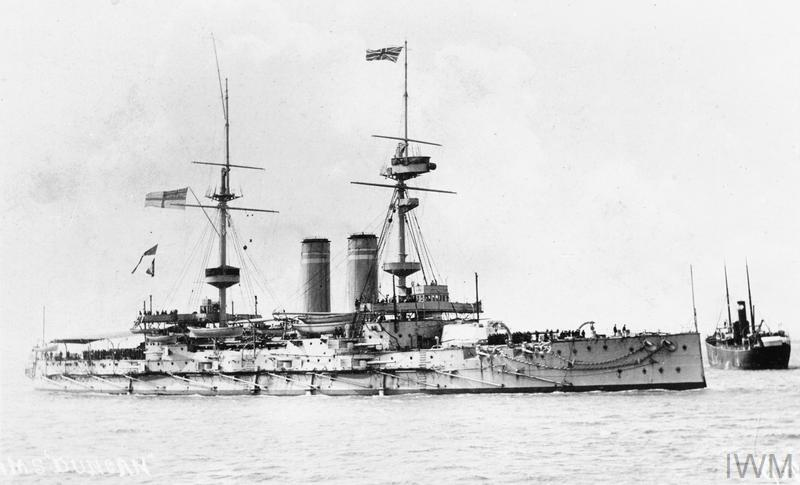
HMS Duncan

- 9. Januar 1917 von U 32 versenkt.[10]

### HMSDuncan
- 1903–1905  Mediterranean Fleet,
- 1905–1907  Channel Fleet,
- 1907–1908  Atlantic Fleet,
- 1908–1912 Mediterranean Fleet
- 1912–1914 Home Fleet.
- 1914–1915 Grand Fleet,
- 1915–1917 Finisterre-Azoren-Madeira Station

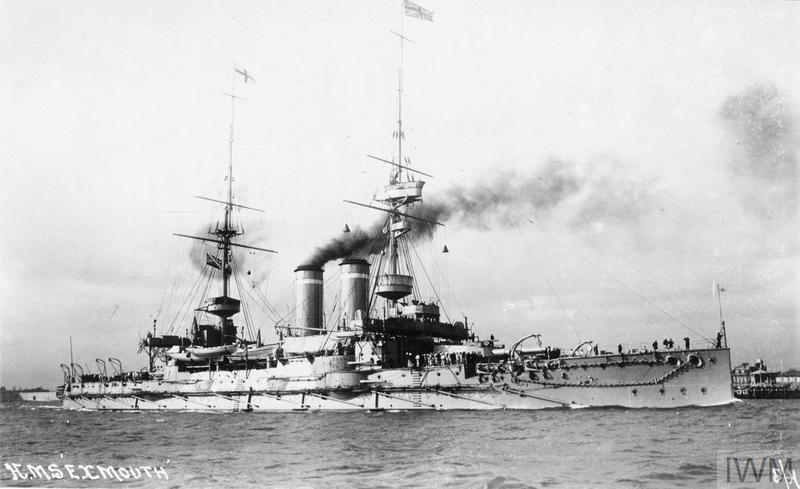
HMS Exmouth

- 1917 Reserve
- 1920 abgewrackt[11]

### HMSExmouth

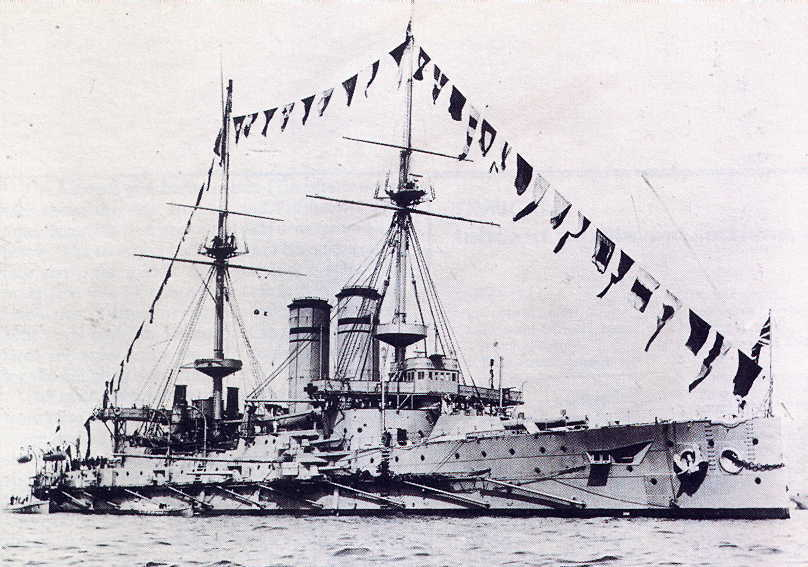
HMS Montagu

- 1903–1904 Mediterranean Fleet,
- 1904–1905 Home Fleet,
- 1905–1907 Channel Fleet
- 1907–1908 Atlantic Fleet,
- 1908–1912 Mediterranean Fleet
- 1912–1914 Home Fleet
- 1914–1915 Grand Fleet,
- 1915 Dardanellen
- 1915–1917 Ägäisches Meer
- 1917 East Indies Station
- 1917–1919 Reserve
- 1920 abgewrackt.[12]

### HMSMontagu
- 1903–1904 Mediterranean Fleet
- 1904–1905 Channel Fleet.
- 30. Mai 1906 bei Lundy Island auf Grund gelaufen.[13]

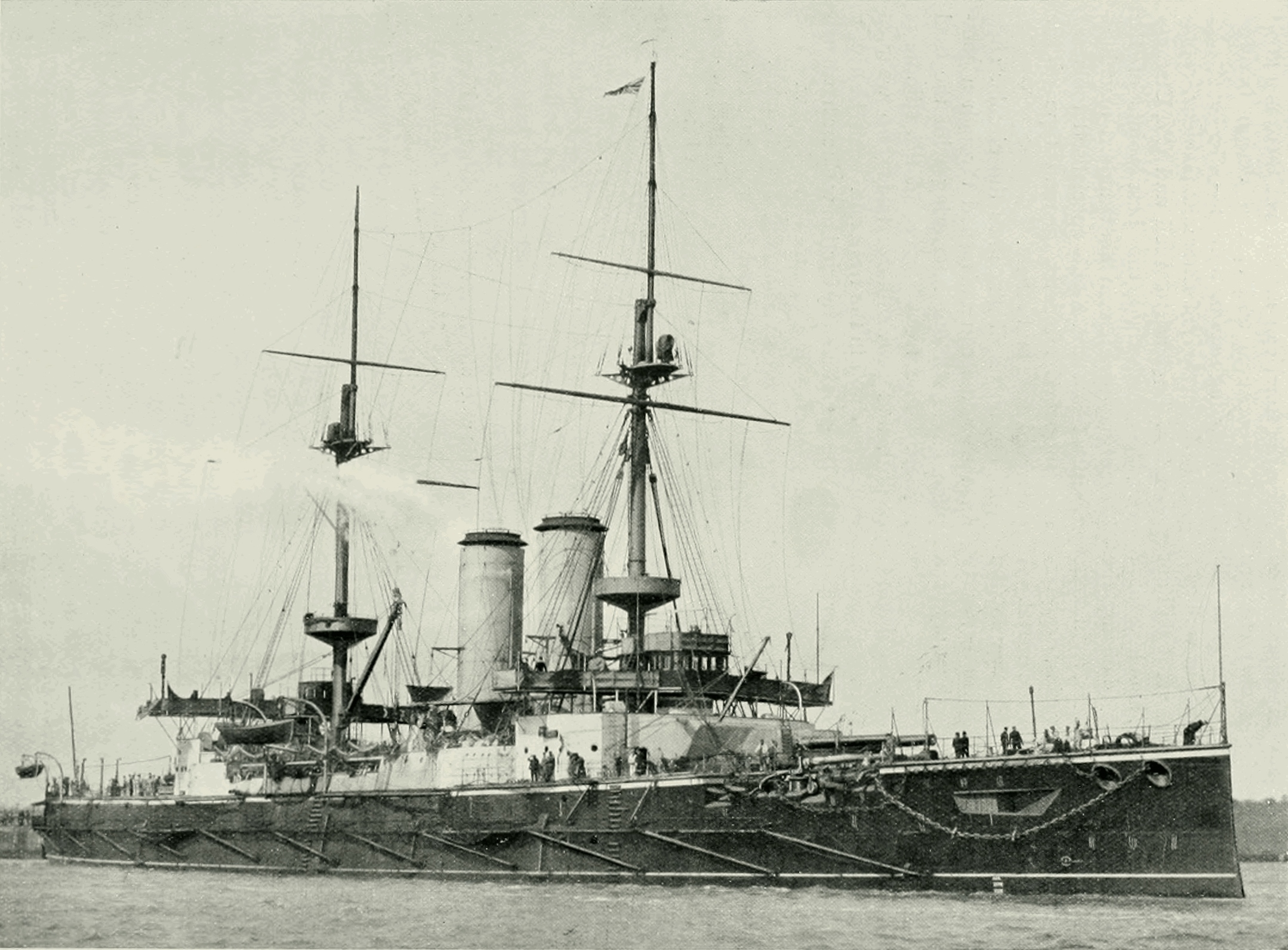
HMS Russell

### HMSRussell
- 1903–1904 Mediterranean Fleet,
- 1904–1905 Home Fleet,
- 1905–1907 Channel Fleet,
- 1907–1909 Atlantic Fleet,
- 1909–1912 Mediterranean Fleet
- 1912–1914 Home Fleet.
- 1914 Grand Fleet,
- 1914–1915 Channel Fleet
- 1915 Grand Fleet
- 1915 Dardanellen
- Am 27. April 1916 vor Malta gesunken.[14]